# Тоншаловское сельское поселение
Тоншаловское сельское поселение — сельское поселение в составе Череповецкого района Вологодской области.
Центр — посёлок Тоншалово.
Образовано 1 января 2006 года в соответствии с Федеральным законом № 131 «Об общих принципах организации местного самоуправления в Российской Федерации».
По данным переписи 2010 года население — 6041 человек.

## История
В 1999 году был утверждён список населённых пунктов Вологодской области. Согласно этому списку на территории современного Тоншаловского сельского поселения располагался Тоншаловский поссовет с центром в пгт Тоншалово, включавший 15 населённых пунктов.
6 июня 2001 года были упразднены деревни Тапсома, Федорово, Кононово.
1 января 2005 года пгт Тоншалово преобразован в посёлок сельского типа.
1 января 2006 года образовано Тоншаловское сельское поселение, в состав которого вошёл Тоншаловский поссовет.

## География
Расположено в восточной части района. Граничит:
- на севере с Ягановским, Яргомжским, Малечкинским сельскими поселениями,
- на западе с Нелазским сельским поселением,
- на юге с городским округом Череповец и Ирдоматским сельским поселением,
- на востоке с Нифантовским сельским поселением Шекснинского района.

По территории поселения проходит Кирилловское шоссе, соединяющее Череповец с региональной автотрассой А114, которая образует северную границу сельского поселения. Все населённые пункты располагаются в западной половине территории, по восточной протекают реки Ягорба, Кучесара.
Площадь сельского поселения 64,7 кв.км. Протяженность с севера на юг 13 км, с запада на восток 27 км.

## Экономика
На территории предприятия работают предприятия по производству промтехоснастки, металлоконструкций, полуфабрикатов. Сервисный центр грузовых автомобилей и сельхозтехники, мотель.
Работают магазины, предприятия общественного питания, 2 почтовых отделения (Тоншалово, Ясная Поляна), автоматизированная телефонная станция.

## Образование и социальная сфера
Тоншаловская средняя школа, 3 детских сада, районная детская школа искусств, межрайонный учебный центр, Дом пионеров и школьников, Детско-юношеская спортивная школа, спортзал, футбольное поле.
Медицинское обслуживаение осуществляется Тоншаловской районной больницей и Яснополянским фельдшерско-акушерским пунктом.
В Тоншаловском сельском поселении находятся Межпоселенческий центральный дом культуры Череповецкого района и Межпоселенческая центральная библиотека Череповецкого района. В них работают танцевальные и вокальные коллективы, любительские объединения.
В селе Носовское действует местная православная религиозная организация «Приход храма святых богоотец Иоакима и Анны».

## Населённые пункты
В состав сельского поселения входят 12 населённых пунктов, в том числе
10 деревень,
1 посёлок,
1 село.
Крупнейшие населённые пункты — посёлок Тоншалово (4768 человек), деревни Ясная Поляна (691 человек), Солманское (121 человек), Большой Двор (108 человек).
| Населённый пункт     | ОКАТО          | Рег. номер | Расстояние до районного центра, км | Расстояние до центра поселения, км | Координаты                      |
| -------------------- | -------------- | ---------- | ---------------------------------- | ---------------------------------- | ------------------------------- |
| деревня Антоново     | 19 256 877 002 | 7802       | 8                                  | 6                                  | 59°09′46″ с. ш. 37°57′33″ в. д. |
| деревня Большой Двор | 19 256 877 003 | 7803       | 19                                 | 6                                  | 59°10′40″ с. ш. 37°52′36″ в. д. |
| деревня Войново      | 19 256 877 004 | 7804       | 15                                 | 3                                  | 59°12′35″ с. ш. 37°56′28″ в. д. |
| деревня Горка        | 19 256 877 005 | 7805       | 12                                 | 1                                  | 59°11′01″ с. ш. 37°57′01″ в. д. |
| деревня Кальнинское  | 19 256 877 006 | 7806       | 15                                 | 3                                  | 59°11′49″ с. ш. 37°55′14″ в. д. |
| деревня Никитино     | 19 256 877 007 | 7808       | 12                                 | 6                                  | 59°10′13″ с. ш. 37°54′54″ в. д. |
| село Носовское       | 19 256 877 008 | 7809       | 18                                 | 5                                  | 59°10′46″ с. ш. 37°54′06″ в. д. |
| деревня Сельца       | 19 256 877 009 | 7810       | 23                                 | 10                                 | 59°11′08″ с. ш. 37°50′36″ в. д. |
| деревня Солманское   | 19 256 877 010 | 7811       | 11                                 | 1                                  | 59°10′42″ с. ш. 37°56′59″ в. д. |
| посёлок Тоншалово    | 19 256 877 001 | 7801       | 13                                 | -                                  | 59°11′43″ с. ш. 37°56′54″ в. д. |
| деревня Яконское     | 19 256 877 011 | 7814       | 6                                  | 6                                  | 59°09′11″ с. ш. 37°57′59″ в. д. |
| деревня Ясная Поляна | 19 256 877 012 | 7815       | 7                                  | 6                                  | 59°09′13″ с. ш. 37°54′41″ в. д. |

Упразднённые населённые пункты:
| Населённый пункт | ОКАТО          | Рег. номер | Расстояние до районного центра, км | Расстояние до центра поселения, км | Координаты           |
| ---------------- | -------------- | ---------- | ---------------------------------- | ---------------------------------- | -------------------- |
| деревня Кононово | 19 256 558 006 | 7807       | 17                                 | 6                                  | Упразднена 6.06.2001 |
| деревня Тапсома  | 19 256 558 011 | 7812       | 16                                 | 6                                  | Упразднена 6.06.2001 |
| деревня Федорово | 19 256 558 012 | 7813       | 15                                 | 7                                  | Упразднена 6.06.2001 |